# Lawrence Pullen Hardman
Lawrence Pullen Hardman SMM (* 8. Dezember 1909 in Bolton, Großbritannien; † 24. März 1996) war Bischof von Zomba.

## Leben
Lawrence Pullen Hardman trat der Ordensgemeinschaft der Montfortaner bei und empfing am 12. März 1938 das Sakrament der Priesterweihe.
Am 15. Mai 1952 ernannte ihn Papst Pius XII. zum Titularbischof von Attanasus und bestellte ihn zum ersten Apostolischen Vikar von Zomba. Der Apostolische Vikar von Shiré, John Baptist Hubert Theunissen SMM, spendete ihm am 7. September desselben Jahres die Bischofsweihe; Mitkonsekratoren waren der emeritierte Apostolische Vikar von Shiré, Louis-Joseph-Marie Auneau SMM, und der emeritierte Apostolische Vikar von Nyassa, Joseph Oscar Julien MAfr.
Am 25. April 1959 wurde Lawrence Pullen Hardman infolge der Erhebung des Apostolischen Vikariates Zomba zum Bistum der erste Bischof von Zomba. Hardman trat am 21. September 1970 als Bischof von Zomba zurück. Daraufhin ernannte ihn Papst Paul VI. zum Titularbischof von Cenculiana. Am 6. April 1971 verzichtete Lawrence Pullen Hardman auf das Titularbistum Cenculiana.
Lawrence Pullen Hardman nahm an der ersten und zweiten Sitzungsperiode des Zweiten Vatikanischen Konzils teil.